# Salacia callensii
Salacia callensii är en benvedsväxtart som beskrevs av Rudolf Wilczek. Salacia callensii ingår i släktet Salacia och familjen Celastraceae. Inga underarter finns listade.